# Arnaud Courlet de Vregille
Arnaud Courlet de Vregille je francoski slikar, rojen 5. marca 1958 v kraju Bourges. 

## Življenje
Arnaud Courlet de Vregille, član družine Courlet de Vregille, ki je v daljnem sorodstvu z nizozemskim slikarjem Ottom van Veenom (Rubensovim učiteljem), se je že v svoji rani mladosti seznanil s slikarstvom in le-to izbral za svoje poslanstvo: ustvarja freske, slike, gledališčne kulise. S svojimi prvimi razstavami je kmalu dobil pozornost s strani kritike, zaslovel pa je v letu 1993, ko mu je Institut d'études supérieures des arts v Parizu poklonil nagrado za sliko Laisse-moi, ki jo je naknadno kupilo Ministrstvo za Finance za okras mestne uprave Bobigny. Kot slikar ni samo poznan v Franciji, temveč tudi v Armeniji in Rusiji. 

## Stil
Who's Who in International Art imenuje njegovo umetnostno pot «lirična abstrakcija», «futurizem»e in še «spontano slikarstvo». 

Jacques Rittaud-Hutinet je o njem napisal v Encyclopédie des Arts en Franche-Comté (Enciklopediji umetnosti v Franche-Comté): 
«Gre za atipičnega slikarja, ki v abstrakciji išče oddaljeno pojavo figurativnosti. Njegove slike izražajo toplino raztrgane resnice, ki izhaja iz neke vrste obarvane kože. Umetnik je razkril, da včasih impulzivno ustvarja svoje slike po postopku kondenzacije, do katere pride po dolgi notranji pripravi. Pri nekaterih njegovih stvaritvah se izraža filigranski krog samote, katerega odmev predstavlja trenutek, v katerem nastane razpoka v realnosti, ki razkriva nevidno v svojem enigmatičnem obstoju. Čustvo, ki oblikuje njegove slike izhaja iz gibanja, njegovega nasilja in svetlobe.»

## Razstave

### Saloni
- Razstava na gradu Moncley, 2020.
- Razstava Regards d'artistes sur l'avenir, Besançon, oktober 2019.
- Razstava Blick in die Zukunft, Fribourg-en-Brisgau, 2019[8].
- Razstava Art et Foi, Chapelle des Annonciades, Pontarlier, 2019.
- Razstava v sklopu 16. Salona umetnosti Richelieu, 2017[3].
- Festival slikarstva in kiparstva v mestu Belfort, 2008, 2007.
- Salon Victor Chocquet, Ministrstvo za Finance, Pariz, 2007, 2001, 2000, 1999, 1998, 1997, 1996, 1995.
- Razstava ob dvestoletnici katastra, École nationale du Cadastre, Toulouse, 2007.
- Razstava Désert Art’ique, Besançon, 2006.
- Razstava ob dvestoletnici Claudea Nicolasa Ledouxa, 2006 Besançon, Conseil départemental du Doubs[9].
- Razstava v Saline royale d'Arc-et-Senans, 2006[10].
- Razstava na Château de Syam, 2005.
- Državni salon slikarstva in kiparstva vojsk, Château de Vincennes, 2002.
- Salon slikarstva in kiparstva vojsk iz severo-vzhoda, Douai, 2002[11].
- Galerija Everarts, Pariz, 2001.
- Razstava Okras Mestne uprave Bobigny, Pariz, 1993.
- Galerija Barthélémy, Besançon, 1993.

### Osebne razstave
- Journée du patrimoine, Château de Vaire, 2018.
- 16. Salon umetnosti Richelieu, 2017.
- Rektorat Académie de Besançon, 2012.
- Salon knjige Dampierre-sur-Salon, 2012, 2009.
- Journée du Patrimoine, Dampierre-sur-Salon, Maison Couyba, 2012[12].
- Relais culturel des Saintes-Maries-de-la-Mer, 2001[13].
- Galerija Everarts, Pariz, 2001.
- Galerija Vauban, Dijon, 1999.
- Avenue George-V, Pariz, 2014, 1999, 1998.
- Citadelle de Besançon, 1996.
- Hôtel de Paris, Besançon, 1994.

### Priznanja in nagrade
- Častni gost na 16. Salonu umetnosti Richelieu, 2017.
- Nagrada poezije, Salon Victor Chocquet, Pariz, 2007, za pesem Écris pour moi.
- Nagrada Argenson, galerija Everarts, Pariz, 2001.
- Nominacija, Salon Victor Chocquet, Pariz, 2000.
- Posebna omemba, Salon Victor Chocquet, Pariz, 1998[14].
- Nominacija, Salon Victor Chocquet, Pariz, 1996.
- Posebna omemba, Salon Victor Chocquet, Pariz, 1995.
- Prva nagrada s strani Institut d'études supérieures des arts v Parizu, 1993.

## Publikacije

### Dela
- Perséides, zbirka slik predstavljenih z besedami Jacquesa Rittaud-Hutineta[15], Bègles, L'écouleur de la vie, 2019, (ISBN 9791069932395), (100 oštevilčenih izvodov).

## Galerija
- Œuvres d'Arnaud Courlet de Vregille
- Pierre Teilhard de Chardin (1975), indijsko črnilo in svinčnik, Predloga:Dunité cm, zasebna zbirka.
- Romy Schneider (1975), svinčnik, Predloga:Dunité cm, zasebna zbirka.
- Au particija (1987), svinčnik in gvaš, Predloga:Dunité cm, zasebna zbirka.
- Le Picotin (1988), akrilno črnilo, Predloga:Dunité cm, zasebna zbirka.
- Concerto (2006), akril, Predloga:Dunité cm, zasebna zbirka.
- Oratorij (2007), freska, L'Île-Bouchard .
- Ples (2008), pastel in svinčnik, Predloga:Dunité cm, zasebna zbirka.
- Svetloba ali zasebna projekcija (2010), akril, Predloga:Dunité cm, zasebna zbirka.
- Charles Couyba (2011), akril, Predloga:Dunité cm, zasebna zbirka.